# Piet van Egmond (verzetsstrijder)
Piet van Egmond (Rijnsburg, 26 september 1904 – Haarlem, 18 mei 1964) was een Nederlandse verzetsstrijder in de Tweede Wereldoorlog. Hij was voornamelijk betrokken bij de hulp aan joodse onderduikers.

## Levensloop

### Vroege jaren
Van Egmonds moeder overleed toen hij twee jaar oud was. Hij werd opgevoed door zijn oom Piet en tante Apolonia van Egmond. Hij kreeg al op jonge leeftijd de bijnaam Piet Sik om hem te onderscheiden van tal van plaatsgenoten met dezelfde naam. Van Egmond werkte als bollenhandelaar en woonde aan de Langevaart in Rijnsburg. In de jaren dertig ging zijn bedrijf failliet en verhuisde hij naar de Dubbelebuurt 26. Vandaar uit begon hij een nieuw bedrijf. Met zijn vrachtwagen verkocht hij bloembollen tot in Noord-Brabant en België.

### Tweede Wereldoorlog

#### Hulp aan joodse onderduikers
Aan het einde van de jaren werd Van Egmond actief bij de Bijzondere Vrijwilligen Landstorm. In 1939 werd hij ondergebracht als soldaat-motorrijden bij de mobilisatiestaf van de Landstorm. In de loop van de oorlog raakte Van Egmond betrokken bij het verzet. Hij maakte geen onderdeel van de lokale verzetsgroep die onder leiding stond van Edzard van der Laan en Henk Post, maar had contacten met verzetsgroepen in Oegstgeest en Amsterdam, waar hij illegaal vlees voor slachtte.
Van Egmond werd in augustus 1943 benaderd door Hélène Visser of hij kon helpen bij het vinden van onderduikplekken voor een aantal joodse kinderen. Via zijn handelscontacten wist hij meerdere kinderen onder te brengen in kloosters, pastorieën en bij boeren  in Brabant. Sommige joodse onderduikers verbleven kortere of langere tijd bij Van Egmond thuis. Dat was niet altijd veilig. Zo besloot de joodse twintiger Ernest Cassutto op een zondagmiddag, terwijl Van Egmond en zijn vrouw een ommetje maakten, een banjoconcert te geven voor de buurkinderen vanuit het opengeschoven zolderraam. De forse uitbrander die hij kreeg had weinig effect want een week later speelde hij orgel met het raam open.

#### Joodse meisje gered[1]
Voor het joodse meisje Sara Philipson, 3 jaar oud uit Leiden, was het vanwege haar donkere huidskleur moeilijk om een plekje te vinden. Van Egmond nam Sara Philipson zelf in huis. Zij werd echter verraden. Op 17 januari 1944 bezochten twee politiemannen, te weten Adrianus Biesheuvel en Philipsons vroegere buurman, de beruchte jodenjager Willem de Groot, het huis van Van Egmond. Zij vroegen de weg, maar werden door een voorbijganger aanvankelijk de verkeerde kant op gestuurd. Diezelfde persoon waarschuwde Van Egmond. 
Het joodse meisje was alleen thuis samen met de huishoudelijke hulp Albertha Colijn (volgens Hovingh was ook Van Egmonds vrouw aanwezig). Van Egmond haastte zich intussen naar de pastorie van predikant Henk Post. Daar trof hij de verzetsman Jan Wildschut aan in het gezelschap van de broers Marinus en Johannes Post. Marinus Post was tegen ingrijpen, maar Johannes Post en Jan Wildschut waren voor actie. Het leek beide mannen verstandiger dat Johannes Post zich onthield van actie vanwege de uiterlijke gelijkenis met zijn broer Henk. Die zou daardoor gevaar lopen.
Het besluit viel dat Van Egmond het huis aan de achterkant zou binnenvallen, Wildschut aan de voorkant. Wildschut stond als eerste oog in oog met beide politiemannen. Hij schoot Willem de Groot neer, deze overleed in de avond aan zijn verwondingen. Waarschijnlijk weigerde Wildschuts pistool toen hij de tweede agent probeerde neer te schieten. Het dienstmeisje vluchtte vervolgens dwars door de velden, met Sara Philipson, naar haar moeder. Later werd Philipson ondergebracht bij een broer van de vrouw van Van Egmond. Zij overleefde de oorlog. Albertha Colijn dook onder, maar op aandrang van de Rijnsburgse burgemeester Gerard Hermans vertelden haar ouders waar ze zich verborg. Colijn werd ondervraagd door Hermans, maar hij liet haar daarna ook weer gaan, zoals hij beloofd had aan de ouders.

#### Arrestatie en gevangenschap
Van Egmond dook onder met zijn gezin bij een boer in Zwammerdam. In juni 1944 werd hij verraden. De Duitsers stonden aanvankelijk bij de verkeerde boer voor de deur. Deze weigerde te zeggen waar Van Egmond zich bevond, waarop hij samen met zijn twee zonen werd geëxecuteerd. De boer waar Van Egmond wel zat ondergedoken trad vervolgens naar voren, waarop de verzetsman werd ingerekend en meegenomen naar het politiebureau van Leiden. Daar werd hij hardhandig verhoord door de rechercheur Kruisheer, maar weigerde informatie op te geven.
Van Egmond overgebracht naar het Huis van Bewaring in Rotterdam, waar hij in een dodencel werd geplaatst. Hij was een todeskandidat en zat met twee man op een cel. In deze maanden maakte hij tot zesmaal toe dat een celgenoot ter dood werd gebracht. 
In de eerste week van september 1944 leek het slechts een kwestie van dagen, misschien zelfs uren, voordat de geallieerden Nederland zouden bevrijden. De Duitse bezetter executeerde in paniek veel gevangenen of liet hen juist vrij. Van Egmond had geluk en werd op 6 september 1944, een dag na Dolle Dinsdag, vrijgelaten. Zijn huis in Rijnsburg was intussen dichtgetimmerd. Pas na de oorlog keerde hij terug.

### Naoorlogse jaren
Na de oorlog pakte Van Egmond zijn werk als bollenhandelaar weer op. Hij werd voorzitter van de eerste Oranjevereniging in Rijnsburg.

## Persoonlijk
Van Egmond trouwde in 1929 met Jannetje de Mooij (1909-1990). Hun eerste kind, een jongetje, overleed na een half jaar. Samen kregen zij nog een dochter. Na de oorlog werd het huwelijk ontbonden. Piet van Egmond hertrouwde in 1963, een jaar voor zijn dood als gevolg van kanker, met zijn voormalige dienstmeisje Albertha Colijn (1926-2012).
Dankzij de inzet van Sara Philipson ontving Van Egmond in 2001 postuum, samen met zijn eerste vrouw Jannetje de Mooij, van het Israëlische holocaustcentrum Yad Vashem de eretitel Rechtvaardige onder de Volkeren. Zijn tweede vrouw Albertha Colijn ontving in hetzelfde jaar de eretitel.